# Цілинна ділянка (Любимівка)
Цілинна ділянка — ботанічний заказник місцевого значення. Об'єкт розташований на території Малинівської сільської громади Пологівського району Запорізької області, село Любимівка.
Площа — 2 га, статус отриманий у 1980 році.
Статус надано з метою охорони місць зростання лікарських рослин. Охороняється цілинна ділянка навколо присадибного фонду, де зростає чебрець.